# Nerita tessellata
Nerita tessellata is een slakkensoort uit de familie Neritidae. De wetenschappelijke naam van de soort is gepubliceerd in 1791 door Johann Friedrich Gmelin in diens uitgebreide en verbeterde editie van Systema naturae van Carl Linnaeus.

## Kenmerken
Kan een grootte bereiken van 20 millimeter. Heeft brede, spiraalvormige koorden met twee columellatanden. Zwart gevlekt met donkerblauw en wit. Het pariëtaal gebied is wit en puistachtig. Zijn sluitplaatje is zwart.

## Verspreiding
Komt voor in West-Indië en Florida.